# Cónclave de 1492
El cónclave en el cual se eligió a Alejandro VI como pontífice de la Iglesia católica entre 1492 y 1503 estaba compuesto por veintisiete cardenales; dos de ellos eran cardenales “in pectore”, o sea elegidos, pero no proclamados; el cónclave los aceptó en su seno, como se había hecho en otras ocasiones.

## Cardenales Ausentes
De un total de 31 cardenales a la muerte de Inocencio VIII, cuatro estaban ausentes a la hora del cónclave, ellos eran:
- Luis de Milá y de Borja, Cardenal de los Cuatro Santos Coronados, primo de Rodrigo Borgia.
- Pedro González de Mendoza.
- André d'Espinay.
- Pierre d'Aubusson.

## Cardenales presentes
Los cardenales presentes en el cónclave eran todos italianos, excepto Borgia y Costa.
- Rodrigo Borgia, del Reino de Valencia, vicecanciller, sobrino del papa Calixto III.
- Giovanni Michiel, de la República de Venecia, sobrino del papa Paulo II.
- Oliviero Carafa, de noble familia del Reino de Nápoles.
- Jorge da Costa, cardenal de Lisboa.
- Antonio Pallavicino.
- Girolamo Basso della Rovere, sobrino del papa Sixto IV
- Domenico della Rovere, sobrino del papa Sixto IV.
- Giuliano della Rovere, de la República de Génova, futuro papa Julio II. También sobrino del Papa Sixto IV.
- Paolo Fregoso, arzobispo de Génova.
- Giovanni dei Conti.
- Giovanni Giacomo Schiaffinati, obispo de Parma.
- Ardicino della Porta.
- Lorenzo Cibo, nepote del papa Inocencio VIII.
- Francisco Piccolomini, sobrino del papa Pío II, futuro papa Pío III.
- Rafael Sansoni Riario, sobrino nieto de Sixto IV.
- Giovanni Colonna.
- Giambattista Orsini.
- Giovanni Battista Savelli.
- Giovanni dei Médicis, hijo de Lorenzo el Magnífico, futuro papa León X.
- Giambattista Zeno, sobrino del papa Paulo II.
- Ascanio María Sforza-Visconti, el más joven de los cardenales, hermano de Ludovico “El Moro”.

## Cardenales "In Pectore"
- Maffeo Gherardo
- Federico Sanseverino

## El Cónclave
Es razonable incluir los nombres de los cardenales electores porque en primer lugar nos percatamos de una prueba fiel del “nepotismo” por parte de los pontífices anteriores y que muchos de éstos “príncipes de la iglesia” pertenecían a varias de las familias poderosas de la península itálica que por lo tanto el comprar sus votos hubiese sido muy difícil ya que su honorabilidad era reconocida y carecían de necesidades económicas; las riquezas de Borgia no eran excesivas por lo cual por lógica se descarta la simonía, ya que dichos cardenales incluso podían comprar votos entre ellos mismos.
Entre los más “papables” encontramos en primera instancia a Caraffa, Costa y Ardicino della Porta, como luego se habló de Zeno y Piccolomini, sin embargo, Giuliano della Rovere era apoyado por Francia y Génova quienes tenían trescientos mil ducados oro depositados en Roma para usarlos en favor de su elección como también el rey de Nápoles le apoyaba con sus tropas a las puertas de Roma. De Borgia solo se hablaba como una remota posibilidad.
En la primera votación, los más nombrados fueron Caraffa y Costa; en la segunda esta tendencia cambió hacia della Rovere y Ascanio Sforza, este último apoyado por Borgia pero debido a que su hermano Ludovico “El Moro” Sforza tenía grandes ambiciones para con la “Ciudad Eterna”, Sforza decidió dar su apoyo al vicecanciller quien finalmente le habría acompañado, no obstante, si Sforza no podía ser electo con el apoyo de Borgia, difícilmente este último podía ser electo con el apoyo de Sforza.
Razones por las que Borgia no podía ser electo eran, en primer lugar porque era español y en el cónclave, aparte de él, el único extranjero era el acaudalado portugués Costa que ya era considerado “papable”; segundo, Borgia era considerado enemigo por Francia, Nápoles, Venecia y Florencia debido a su supremacía en la Iglesia que no era agradable para los Príncipes Temporales. Por ejemplo, si el débil papa Inocencio VIII pudo causar terribles males al rey de Nápoles, entonces el enemigo Borgia era de temer.
Debido a dichas razones el vicecanciller no intentó siquiera presentar su nombre, puesto que los otros dos cardenales españoles no se encontraban en el cónclave. Supuestamente algunos consideran simoniaca la elección, no obstante, si lo hubiese sido, el cardenal della Rovere habría sido electo por el apoyo de grandes Estados más ricos que cualquier otro individuo.
El cónclave finalmente eligió por unanimidad (un cónclave aprueba la elección cuando se obtiene los dos tercios de todos los electores, en él caso de Rodrigo Borgia el cónclave fue por votación oral y cuando se obtuvieron los dos tercios de quienes estaban votando se dio por concluida la elección, sin importar el resto de los votos aún no emitidos) al vicecanciller puesto que los cardenales decidieron que ningún candidato apoyado por otro Estado podía ser electo porque Roma quedaría subyugada bajo el poder extranjero; también olvidaron la memoria de Calixto III acusado de nepotismo porque casi todos los integrantes de éste cónclave eran producto de ello. Algo que si necesitaban era un candidato fuerte y con conocimiento de los asuntos de la iglesia, además independiente del resto de los Estados y en estos aspectos, Rodrigo encajaba a la perfección, además cabe destacar que entre todos los cardenales, en administración y fuerzas él era el mejor, de tal forma fue elegido el 11 de agosto de 1492, para ser coronado con la “triple corona” el domingo 16 de agosto por el primer cardenal diácono Francisco Piccolomini, adoptando el nombre de Alejandro VI, no solo por Alejandro Magno, porque no le era muy favorable debido a su carácter guerrero, sino que también por el papa Alejandro III, quien obligó a Federico Barbarroja a respetar a la Iglesia de Roma.
| Predecesor: Inocencio VIII | Papa 1492 - 1503 | Sucesor: Pío III |